# NGC 7665
NGC 7665 este o radiogalaxie situată în constelația Vărsătorul. A fost descoperită în 28 septembrie 1785 de către William Herschel.